# Hendek
Hendek és una ciutat i un districte de la província de Sakarya a la regió de la Màrmara, Turquia. El municipi fou creat el 1907. El 3 de juliol del 2020, un accident en una fàbrica de focs artificials hi deixà diversos morts i ferits.